# Spazierstock

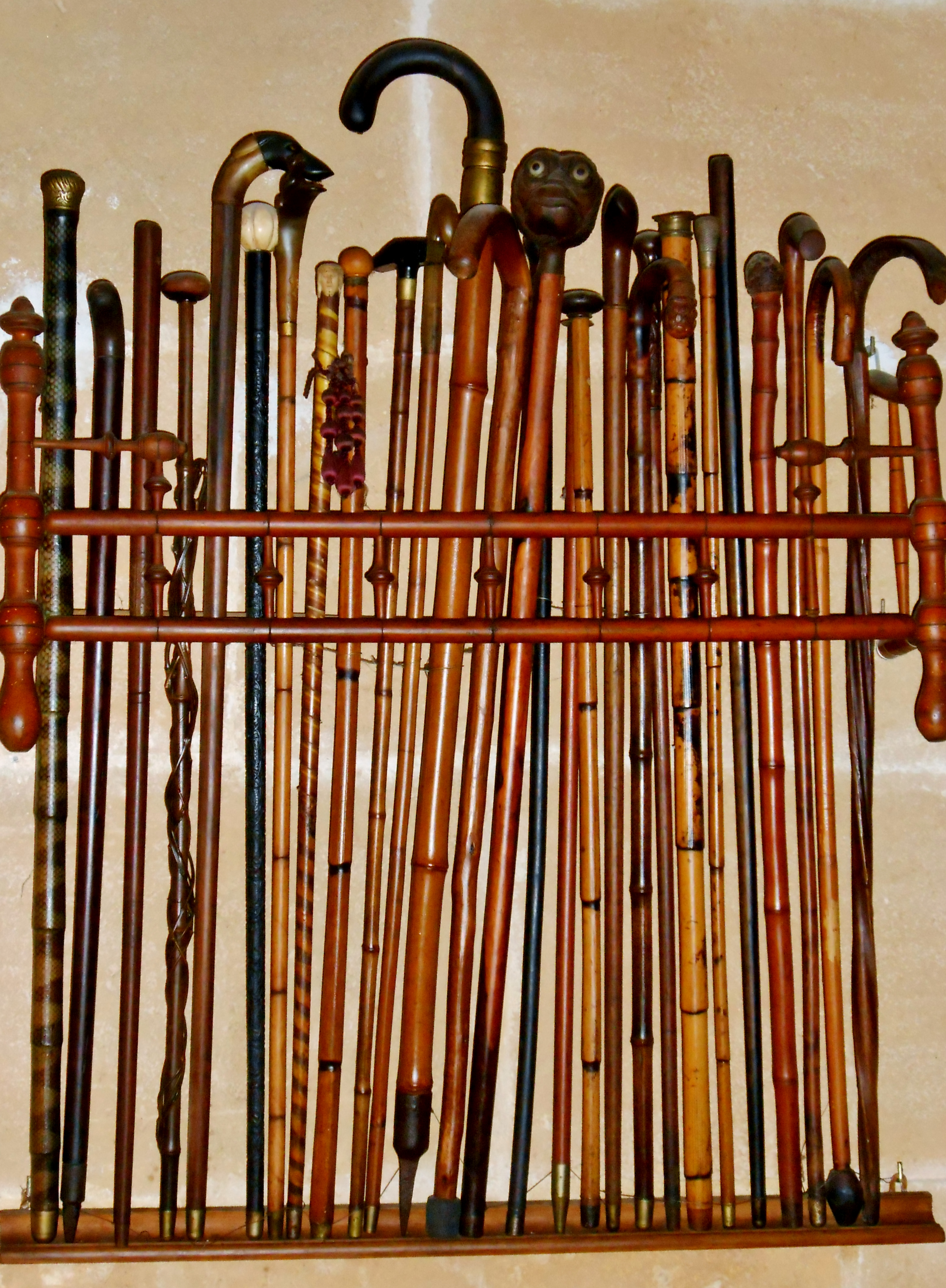
Spazierstocksammlung auf Herrensitz Els Calderers (Mallorca)

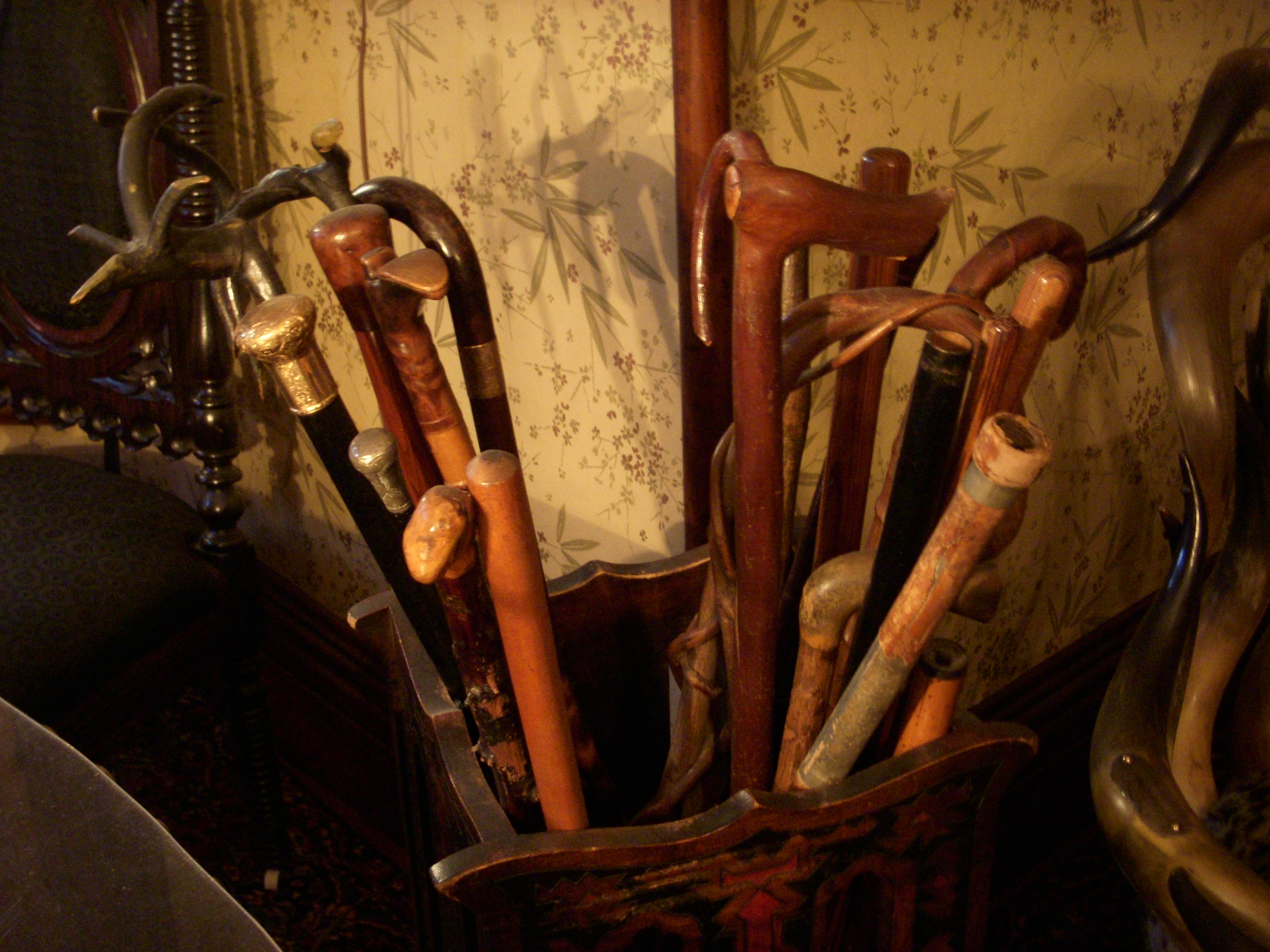
Spazierstocksammlung von Benjamin Harrison

Ein Spazierstock ist ein Utensil beim Spaziergang. Im Gegensatz zum Wanderstock spielt beim Spazierstock weniger oder wenigstens nicht nur der Nutzwert eine Rolle, sondern die Optik tritt in den Vordergrund. Das verbindet ihn mit Stöcken und Stäben, die auf die Würde ihres Trägers verweisen, seine Macht und/oder sein Amt repräsentieren, wie beispielsweise Zepter, Krummstäbe, Richterstäbe, Amtsstöcke oder Marschallstäbe.
In der medizinischen Rehabilitation werden die dem Spazierstock ähnlichen Produkte als Handstöcke oder Gehstöcke bezeichnet in Abgrenzung gegenüber den Unterarmgehstützen und Achselstützen.

## Aussehen
Der klassische Spazierstock hat oben einen Knauf, darunter kann eine Handschlaufe quer durch ein Loch im Stock gezogen sein. Unten hat er in der Regel eine Spitze aus Metall. Später, insbesondere ab dem 19. Jahrhundert kommen abknickende und rundgebogene Griffe auf, die gut in der Hand schwingen. Sowohl Knäufe als auch Griffe können aus unterschiedlichen Materialien gefertigt und kunstvoll ausgestaltet sein. Die selteneren Damenstöcke sind zierlicher und häufig schmuckvoll gestaltet.
Die Grundform des Spazierstocks mit Knauf findet sich bereits bei den einfachen, schmucklosen Hütestöcken, bei Pilgerstöcken und den Stöcken von Wanderarbeitern, die direkt aus geeignetem Holz geschnitten wurden. Solche Stöcke oder auch das Stockholz für später aufwändiger gestaltete und verzierte Stöcke im natürlichen Wuchs aufzusuchen war lange Zeit üblich; mit der zunehmenden Popularität von Spazierstöcken ab dem 19. Jahrhundert kamen zu den handwerklichen weitere Fertigungstechniken – und auch geeignete Hölzer versuchte man eigens anzuziehen.
Die natürliche Biegung aus Krummholz wurde schon früh ersetzt durch Holzbiegetechnik vermittels Heißdampf, was nach 1850 auch industriell weiterentwickelt wurde (Michael Thonet).

## Handhabung
Der Spaziergänger schwingt den Spazierstock im Rhythmus des Gehens. Dabei fasst die Hand nur locker um den Griff, hält ihn nach dem Nach-Oben-Schwenken vor dem Nach-Unten-Schwenken etwas fest oder bremst den Abschwung etwas, da der Stock sonst asynchron zu früh zu Boden schingt, stößt ihn dann in oder auf den Boden und zieht ihn mit dem Vorschwingen des Arms wieder zurück, dem er dann nach vorne und oben folgt. Die Arme werden dabei genau so geschwungen wie ohne Stock.
Dieses Grundprinzip lässt sich kunstvoll erweitern: Mit einiger Übung kann man den Stock auch schwingen, ohne dass er den Boden berührt. Ein markanter Bewegungsablauf ergibt sich, wenn der Stock nur bei jedem zweiten Auftreten des gegenüber liegenden Fußes und nur kurz auf den Boden gesetzt wird.
In historischer Perspektive zeigt sich, dass nicht nur die Gestaltung von Spazierstöcken, sondern auch ihr Gebrauch – und so auch die Handhabung im Gehen – stark von den gesellschaftlichen Gepflogenheiten und Moden abhängen.
Ein Gehstock erweitert dabei die Ausdrucksmöglichkeiten durch Gesten und kann zugleich als Balancierobjekt oder Greifhilfe dienen.

## Geschichte und Verwendung
Insofern der Spazierstock als eine neuzeitliche Entwicklung sowohl Elemente von rituell und als Statussymbol genutzten Stöcken als auch von funktionalen Stöcken auf sich vereint, müssen diese Stöcke in historischer Perspektive mit betrachtet werden.

### Altertum
Die ersten Stöcke waren vermutlich nicht mehr als abgebrochene Äste. Seither hat sich der Gebrauch, der Symbolismus und die Form des Gehstockes weiter entwickelt. So werden beispielsweise unter alten ägyptischen Grabbeigaben auch immer wieder Gehstöcke gefunden. Diese dürfen jedoch nicht mit den Amtsstäben hoher Würdenträger verwechselt werden, welche aufgrund ihrer Kürze zum Gehen ungeeignet waren. Der Wert des Stocks bei den Ägyptern überdauerte vom Leben sogar in den Tod, wie die Funde aus dem Grab des Königs Tutanchamun belegen. Mehr als 100 Stöcke wurden in seinem Grab gefunden, vermutlich, um ihn im Leben nach dem Tod zu unterstützen und zu schützen.

### Mittelalter
Reisende des Mittelalters hätten die Straßen selten ohne den Schutz ihres Gehstockes bewandert. Neben der Hilfe beim Bewältigen von schwierigem und bergigem Gelände und beim Überqueren von Gräben diente der Wanderstab auch als Waffe zur Verteidigung gegen Wegelagerer und Hunde. Ähnliche Funktionen hatte die Pilgerstäbe der Pilger. Traditionelle Wandergesellen führen auch heute noch einen solchen beispielsweise durch das beim Wachsen ihn umschlingende Waldgeißblatt verdrehten Knotenstock. Er wird auch Stenz genannt. Diese Begleiter waren als Waffen und Werkzeuge unentbehrlich, ebenso zur Unterstützung, wie auch als Vorrichtungen um Geld und andere kostbare Gegenstände zu schmuggeln.

### Barock
Die Rolle des Stocks als Zeichen des sozialen Status nahm während des 17. und 18. Jahrhunderts stark zu, als Könige und Aristokraten die mit kostbaren Juwelen und edlen Metallen verzierten Accessoires in die Gesellschaft einführten. Das Begehren, den eigenen Status mittels kleiner aber feiner Details zu unterstreichen, führte dazu, die Kreativität auch auf dieses Gebiet auszudehnen. So ist es nicht verwunderlich, dass Porträts von Königen und Aristokraten häufig Gehstöcke aus Gold oder Silber zieren, die zusätzlich mit Edelsteinen besetzt sind.

### Zeitalter der Industrialisierung

„Der Sonntagsspaziergang“ von Carl Spitzweg: Der Spazierstock gehört selbstverständlich dazu

Im Verlauf des 19. Jahrhunderts setzte sich der Gehstock auch beim gehobenen Mittelstand der Bevölkerung durch. Vornehme Herren aus Adel und Bürgertum wurden in der Öffentlichkeit selten ohne einen Spazierstock in der Hand gesehen, Damen benutzten meist einen Schirm als Alternative. Der Spazierstock wurde in dieser Zeit von den Adligen und reichen Bürgern auch als Waffe zur Selbstverteidigung entdeckt, da man ihn ja praktisch immer bei sich trug (siehe auch Canne (Kampfsport)).
Die industrielle Revolution, die in Europa zur Mitte des 19. Jahrhunderts ihren Einzug hielt, verstärkte die Beliebtheit des Stocks enorm, da auf Grund des Entstehens großer Manufakturen und des Einzugs maschineller Fertigungsmethoden, aber auch in andere Länder ausgelagerte Produktionen der Preis eines Spazierstocks nun auch für einen Normalbürger bezahlbar wurde. Stöcke dienten jetzt nicht mehr in erster Linie als Gehhilfe, allenfalls als Stütze, um eine gerade Körperhaltung zu gewährleisten. Hauptzweck war es, die optische Erscheinung des Spaziergängers zu unterstreichen, dazu wurde der Stock ähnlich wie Hut und Handschuhe meist passend zur Kleidung gewählt. Um den sozialen und wirtschaftlichen Stand hervorzuheben, wurden teurere Spazierstöcke oft aus edlen Materialien gefertigt, beispielsweise mit Silbergriff oder -knauf, manchmal auch mit kunstvoll geschnitztem Griff, etwa in Form eines Tierkopfes. In der Zeit der ersten Reisen zu Sehenswürdigkeiten wurden diese besuchten Orte als bunte Bild-Plaketten mit kleinen Stocknägeln an den Spazierstöcken dokumentiert, wie dies bis heute bei Wanderstöcken der Fall ist.
Zu dieser Zeit begannen erfinderische Menschen dem Stock mehr und mehr zusätzliche Funktionen angedeihen zu lassen. Der Funktions- oder auch Systemstock war geboren. Mehr als 1500 Patente für die zum Teil kuriosesten Stockvarianten wurden angemeldet, darunter waren beispielsweise Erfindungen wie der Fahrradstock, an dem eine Art ausklappbares Notfahrrad montiert war, oder bekanntere Erfindungen wie der Stockschirm, die Stockflöte, der sogenannte Stockdegen oder auch die Stockpistole.
Während die meisten dekorativen Stöcke in England und in Frankreich hergestellt wurden, produzierten Carl Fabergé in Russland und die Tiffanystudios in den USA einige der ausgezeichnetsten und kostspieligsten Stöcke der Welt, welche heute in keiner bedeutenden Sammlung fehlen.

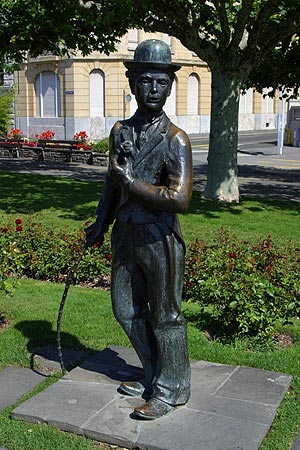
Statue in Vevey, Charlie Chaplin mit durch Druckkraft verbogenem Spazierstock

### 20. Jahrhundert
Nach dem Ersten Weltkrieg beginnt in der populären Wahrnehmung eine allmähliche Abwertung des Spazierstocks als aus der Zeit gefallenes Ausstattungslement eines (gross-)bürgerlichen Habitus. So benutzt etwa Charlie Chaplin den dünnen, sich durchbiegenden Spazierstock als dessen Karikatur. Nach dem Zweiten Weltkrieg diente der Spazierstock zeitweise auch als Spaßutensil, oft mit Fahrradklingel und Flaschenhalter ausgestattet und beispielsweise bei Vatertagsausflügen eingesetzt.
Inzwischen wird der klassische Spazierstock als stilvolles, aber auch altmodisches und dandyeskes Accessoire angesehen. Ansonsten werden Stöcke vornehmlich als Hilfsmittel zum Gehen verwendet. Ihr Aussehen und ihre Gestaltung sind deshalb funktional anders. Der Griff ist anatomisch der zugreifenden Hand angepasst und bildet zum Stock einen rechten Winkel. Er wird auch Fritzgriff bzw. Fritzstock genannt, nach Friedrich II. (Friedrich der Große, volkstümlich „Der Alte Fritz“), der im Alter einen Gehstock mit ebensolchem Griff benutzte und auf Gemälden mit diesem dargestellt ist. Die Spitze des Stocks ist mit einem das Ausrutschen verhindernden Gummi (Krückenkapsel) versehen. Ein solcher Gehstock ist mithin weniger ein Spazierstock, sondern eher ein ‚Krückstock‘, also eine Gehhilfe. Allerdings gibt es längst auch funktionale Gehhilfen, bei denen auf eine ästhetische Gestaltung Wert gelegt wird.
Zugleich genießt der Gehstock seit der zweiten Hälfte des 20. Jahrhunderts ein außerordentliches Wiederaufleben in der Popularität, vor allem unter Sammlern, die von der Geschichte, der Kunstfertigkeit und den versteckten Schätzen fasziniert sind, die in ihnen gefunden werden können. Hiervon zeugen zahlreiche, oftmals reich bebilderte Publikationen sowie Ausstellungen (siehe Literaturliste).
In Deutschland wurde 1980 das Stockmachermuseum Lindewerra gegründet.

### 21. Jahrhundert
Stöcke werden in den Industrieländern zunehmend in der Form von Nordic-Walking-Stöcken als Ausdauer-Sportgerät eingesetzt. Paarweise, wechselweise abwechselnd eingesetzt dienen diese zum Abstoßen vom Boden und haben vor allem die Aufgabe, auch die Armmuskeln in den Bewegungsablauf einzubauen. Diese Stöcke tragen am Griff eine Handschlaufe, am Ende eine Hartmetallspitze und darüber eine Gummikappe mit profiliertem Abrollbogen.
Der Begriff verweist auf die Abstammung der Stöcke aus dem Skilanglauf, bei dem die Stöcke jedoch auch synchron eingesetzt werden können, ähnlich wie beim Inlineskaten.
Unter der Bezeichnung Cane-Fu (abgeleitet als Wortspiel aus Kung Fu und engl. cane = Spazierstock) lebt die Selbstverteidigungstradition unter Zuhilfenahme des mitgeführten Spazierstockes wieder auf, die ihre historischen Vorläufer in der Canne und im Bartitsu hat, aber – wie es der Name andeutet – auch an den in asiatischen Kampfsportarten gepflegten Stockkampf anknüpft; in Deutschland ist Cane-Fu organisiert im Rahmen der ICF (Initiative Cane-Fu).

### Besonderheiten in der Verwendung

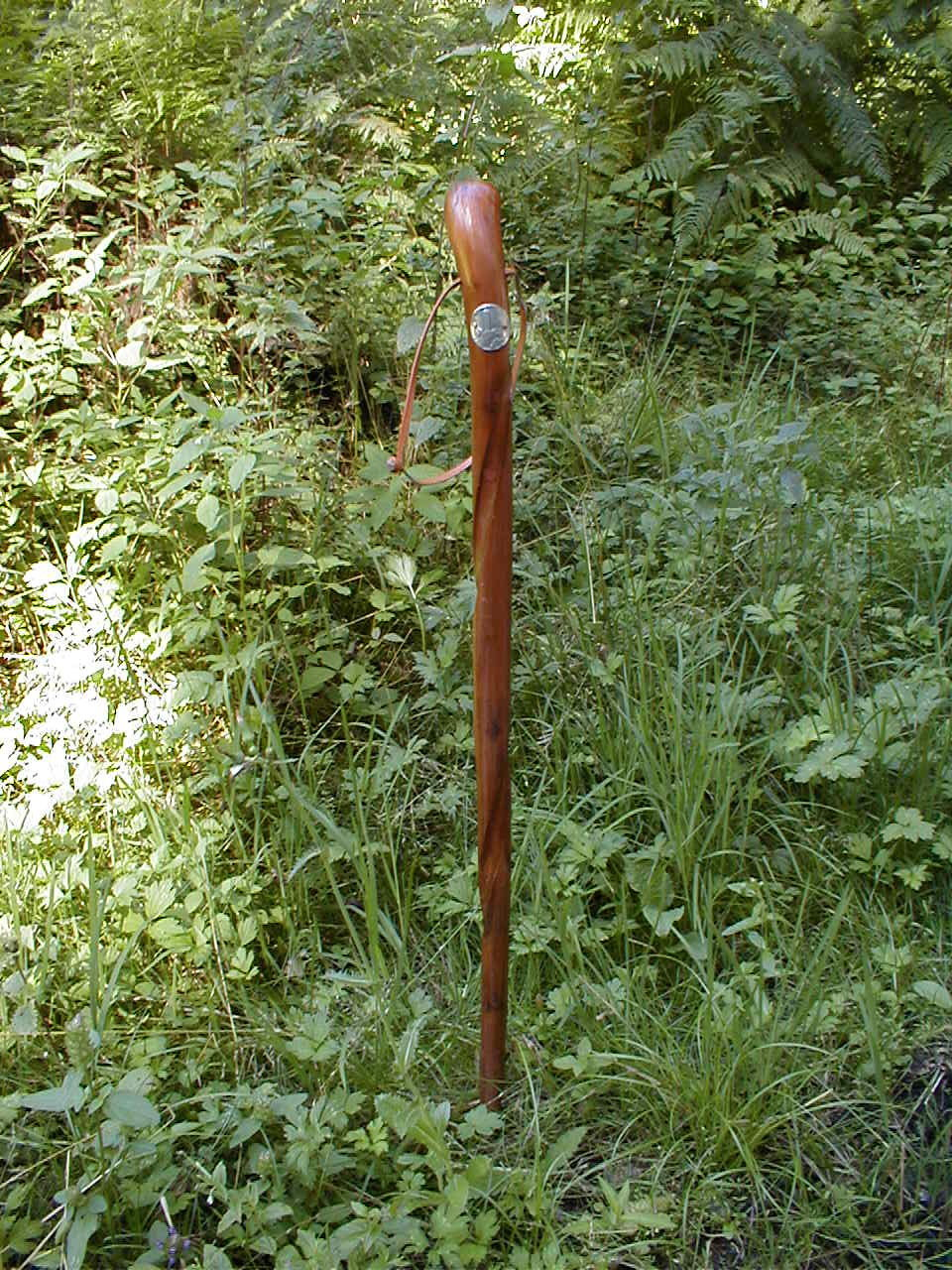
Ein Ziegenhainer Stock, traditioneller Wanderstab aus der Region Jena

Die Stöcke der jeweiligen Epoche lassen viele Schlüsse über die Lebensumstände und Gepflogenheiten zu – nicht nur über Moden, sondern auch über gesellschaftliche und politische Ordnungen.
Stöcke für Damen waren nicht nur verziert, sondern konnten wie Systemstöcke funktionale Elemente enthalten, beispielsweise einen Fächer, Parfüm-Flakons, Fläschchen oder Döschen mit Riechsalz oder andere Mittel, die für Erfrischung und Wiederbelebung bei Ohnmacht sorgen konnten. Diese Funktion hatte auch eine am Spazierstock befestigte oder in diesen integrierte Vinaigrette mit einem mit Essig getränkten Schwamm. Auf eine ähnliche Art und Weise tränkten viele Damen einen Schwamm mit Parfüm, um selbst angenehm zu riechen und sich vor den unangenehmen Gerüchen zu schützen.
Stockverbote wiederum sollten nicht nur noch bis ins 19. Jahrhundert hinein absichern, dass die Privilegien von Amtspersonen und Vertretern höherer Stände sichtbar gewahrt blieben, sondern auch ihrer Nutzung als Waffe vorbeugen. Während Unruhen der Bevölkerung wurden Stöcke häufig an öffentlichen Plätzen oder während öffentlichen Versammlungen verboten, weil sie als Schlagwaffe benutzt werden (siehe auch Canne de Combat) oder tödliche Waffen wie Klingen, Spitzen und Gewehre verbergen konnten. Unruhestifter benutzten Stöcke mit versteckten Rasiermessern beispielsweise dazu, Polizeipferde in gedrängten Versammlungen unauffällig zu sabotieren, indem sie ihre Knöchel zerschnitten. Wenn die Polizei nach dem Übeltäter suchte, war die Waffe bereits wieder in ihrer unschuldig ausschauenden Tarnung versteckt und der Täter konnte ungestraft von dannen ziehen. Stöcke wurden sogar dazu benutzt, Untertanentreue zu demonstrieren. Ein solcher Stock hatte z. B. einen mit irgendeinem Motiv beschnitzten Elfenbeingriff. Wenn nun aber ein Licht auf ihn traf, warf er einen Schatten, der das Profil Napoleons zeigte und den Träger als Gefolgstreuen des entmachteten Kaisers kennzeichnete.
Diverse Stöcke kennzeichneten, oftmals aus konkreten Funktionen abgeleitet, Vertreter von Berufen (z. B. Ärzte, Jäger, Zimmerleute) und Mitglieder vob Organisationen (z. B. Studentenverbindungen und deren Vorläufern, wie es bei den Ziegenhainer Stöcken der Fall ist).

#### Ziegenhainer
Im 19. Jahrhundert waren in Deutschland die Ziegenhainer Stöcke, kurz Ziegenhainer, sehr beliebt, vor allem unter Studenten. Die „echten Ziegenhainer“ waren aus dem harten Holz der Kornelkirsche gefertigt und hatten gleich drei Funktionen: Spazierstock, Wanderstock und Abfangstock bei studentischen Duellen. Sie hatten ihren Namen von dem studentischen „Bierdorf“ Ziegenhain südöstlich von Jena, wo Ende des 18. Jahrhunderts die ersten Stöcke angefertigt wurden. Zuerst wurden sie von Jenaer Studenten getragen, kamen dann aber schließlich überall in Mode. Preiswertere Ausführungen waren aus Weißdorn. Eine aufwendigere Art des Ziegenhainers war der gedrehte Stock. Natürlich entsteht der Drehwuchs durch die Waldrebe, die sich um einen jungen Ast der Kornelkirsche windet, aus dem der traditionelle Ziegenhainer gefertigt wurde. Man konnte dem Drehwuchs aber auch durch einen starken Draht nachhelfen. Später ahmte man den knorrigen Wuchs auf der Drechselbank nach.

## Arten von Gehstöcken
Es gibt im Allgemeinen drei Arten von Gehstöcken: dekorative Stöcke, Volkskunststöcke und Systemstöcke.

### Dekorative Stöcke
Dekorative Stöcke waren in erster Linie dazu da, ihren Träger zu schmücken und ihm Geltung zu verschaffen. Anders als ihre Systemstockgegenstücke war ihre Funktion in den meisten Fällen rein ästhetisch. Die Vielzahl der Materialien und der Formen dieser dekorativen Stöcke wurde nur durch die Phantasie der Handwerker, die sie herstellten, begrenzt. Sehr beliebte Materialien waren Elfenbein, Gold, Silber, Porzellan, Juwelen, Emaille und sogar Glas.

### Volkskunststöcke
Anders als ihre oben genannten, der Repräsentation dienenden und Moden folgenden Gegenstücke waren Volkskunststöcke eher dazu gedacht, Aufmerksamkeit auf ihren Hersteller und seine Kunstfertigkeit zu lenken. Diese Stöcke waren dem entsprechend weniger aus wertvollen Materialen gefertigt als vielmehr mit aufwendigen Schnitzereien geschmückt und zudem oftmals selbst gezogen.

### Systemstöcke oder Gerätstöcke

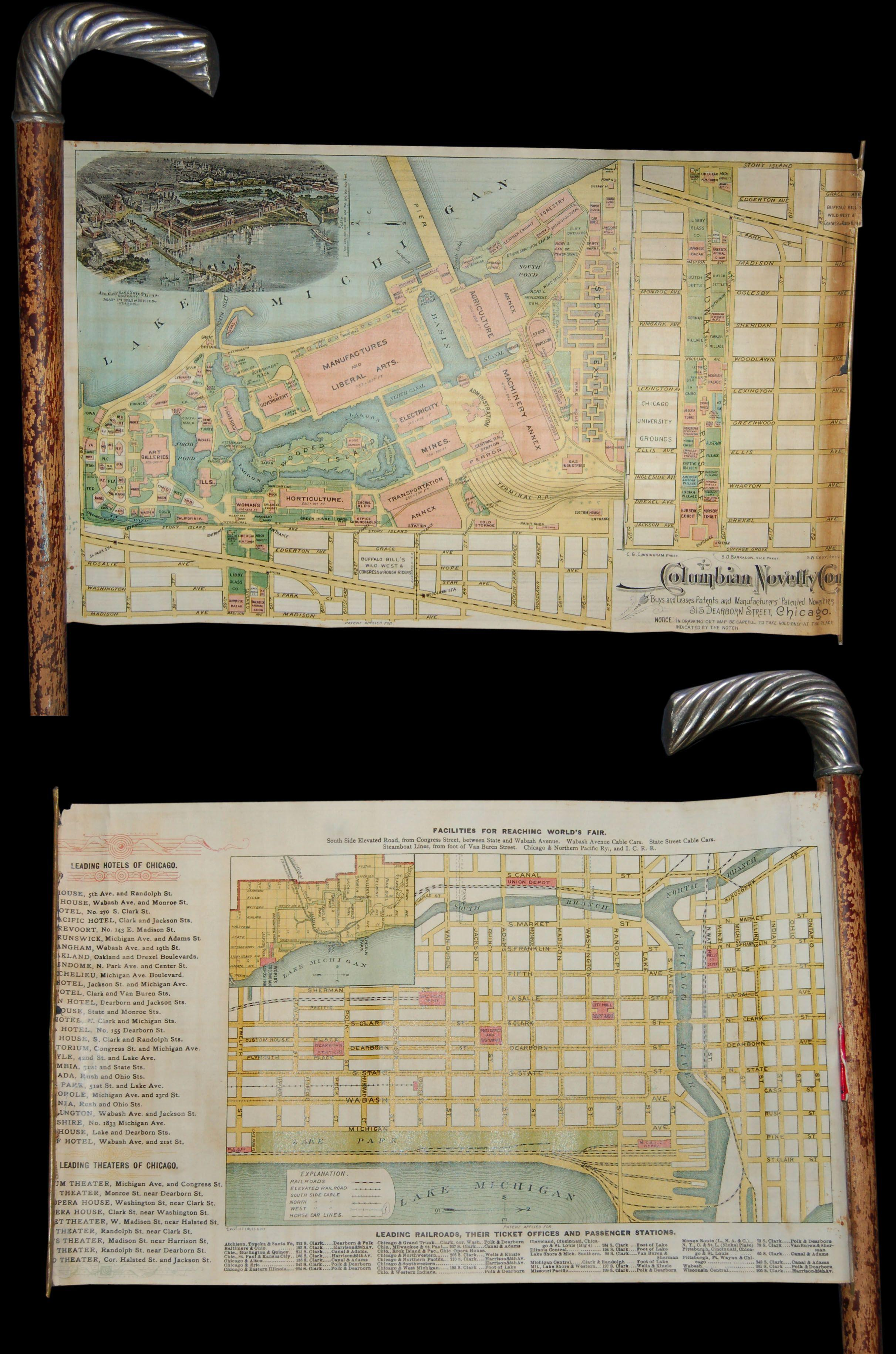
Stock mit versteckter ausziehbarer Karte der Weltausstellung 1893 in Chicago

Diese sind möglicherweise die faszinierendsten und am meisten gesammelten Gehstöcke. Diese Kategorie besteht aus Stöcken mit einem Doppel- oder versteckten Zweck, wie einer Klinge, einer Whiskyflasche und -glas oder einem Gehstock, der von Ärzten getragen wird und Skalpelle und Spritzen enthält. Auch Musikinstrumente, Angelruten, Fernrohre, Nähzeug und Korkenzieher sind überliefert. Mehr als 1500 Patente für Gerätstöcke wurden während des 18. und 19. Jahrhunderts beantragt.

#### Spazierstockinstrumente
Im 18. und 19. Jahrhundert kamen im deutschsprachigen Raum insbesondere Spazierstockinstrumente auf. Belegt sind Stockklarinette, Stockblockflöte, Stockquerflöte und Stockgeige.